# Коміхинський
Коміхинський (рос. Комихинский) — селище у Коченевському районі Новосибірської області Російської Федерації.
Входить до складу муніципального утворення Поваренська сільрада. Населення становить 73 особи (2010).

## Історія
Згідно із законом від 2 червня 2004 року органом місцевого самоврядування є Поваренська сільрада.

## Населення
| 2002 | 2007 | 2010 |
| ---- | ---- | ---- |
| 118  | ↘87  | ↘73  |